# Nomada guichardiana
Nomada guichardiana är en biart som beskrevs av Constance Margaret Eardley och Schwarz 1991. Nomada guichardiana ingår i släktet gökbin, och familjen långtungebin. Inga underarter finns listade i Catalogue of Life.